# Krzysztof Chrabota
Krzysztof Chrabota (ur. 4 lipca 1974 w Krakowie) – polski piłkarz ręczny występujący na pozycji rozgrywającego. Reprezentant Polski.

## Życiorys
Występował w Hutniku Kraków. W 1997 roku przeniósł się do Iskry Kielce, z którą dwukrotnie sięgnął po Mistrzostwo Polski. W 2000 roku opuścił kielecki klub i trafił do występującego w Handball Club de Villefranche-Beaujolais. Kolejne jego kluby to Girondins Bordeaux i ASPTT Nancy-Vandeuvre HB. W 2007 wrócił do kraju i do 2011 roku występował w BKS Stalprodukt Bochnia.

## Osiągnięcia
- Złoty medal Mistrzostw Polski:  1998, 1999
- Puchar Polski:  2000